# جیمز هاوارد-جانستون
جیمز هاوارد-جانستون (به انگلیسی: James Howard-Johnston) (متولد ۱۲ مارس ۱۹۴۲) مورخ بریتانیایی در زمینه تاریخ امپراتوری بیزانس است. او مدرس دانشگاه در زمینه مطالعات بیزانس در دانشگاه آکسفورد است. او عضو مدعو بازنشسته در Corpus Christi College, Oxford است.

## آثار
- The Last Great War of Antiquity. (2020)
- Witnesses to a World Crisis: Historians and Histories of the Middle East in the Seventh Century. (2010)
- The Cult of Saints in Late Antiquity and the Middle Ages: Essays on the contribution of Peter Brown. (1999)
- The Scholar & the Gypsy: Two Journeys to Turkey – Past and Present. (1992)
- Studies in the Organization of the Byzantine Army in the Tenth and Eleventh Centuries. (1971)

مقالات در دانشنامه ایرانیکا:
- James Howard-Johnston, “SEBEOS,” Encyclopædia Iranica, online edition, 2010, available at http://www.iranicaonline.org/articles/sebeos (accessed on 2۰ سپتامبر ۲۰۱۶).
- James Howard-Johnston,"ḴOSROW II" in ENCYCLOPÆDIA IRANICA